# Estación de Plasencia del Monte
Plasencia del Monte es un apartadero ferroviario situado en el municipio español de La Sotonera en la provincia de Huesca, comunidad autónoma de Aragón. 

## Situación ferroviaria
La estación se encuentra en el punto kilométrico 99,154 de la línea de ferrocarril que une Zaragoza con la frontera francesa por Canfranc a 493 metros de altitud. El tramo es de via única y está sin electrificar. Se halla situada entre las estaciones de Ayerbe y de Huesca.

## Historia
En enero de 1891 comenzó el asiento de la  vía. El material de acero que se empleó era español. Las traviesas de roble tuvieron que ser importadas de Italia.  El 30 de julio de 1891 circuló por la estación la locomotora n.º 405, siendo la primera que lo hacía por la vía.
La estación fue inaugurada oficialmente el 1 de junio de 1893 con la puesta en marcha del tramo Huesca-Jaca de la línea que pretendía unir Zaragoza con la frontera francesa por Canfranc. Aunque dicho tramo fue abierto y explotado desde un primer momento por Norte la concesión inicial había recaído en la Sociedad Anónima Aragonesa la cual cedió la misma a Norte. En 1941, la nacionalización del ferrocarril en España supuso la desaparición de las compañías existentes y su integración en la recién creada RENFE. 
Desde el 31 de diciembre de 2004 Renfe Operadora explota el tráfico ferroviario mientras que Adif es la titular de las instalaciones.
En 2013, Renfe Operadora cesó en el tráfico de viajeros, quedando sin servicio la estación, hasta su nueva puesta en marcha el 7 de abril de 2019, aunque como apeadero con parada facultativa. El 17 de marzo de 2020 volvió a quedar suprimido el servicio.

## Servicios ferroviarios

### Mercancías
Da servicio directo a la planta de harinas anexa, lo que obliga a Adif a desplazar a un factor de circulación cada vez que se recibe o se expide un tren desde la fábrica "Harineras Villamayor S.A."
Tres días por semana circulaba un tren de mercancías entre Canfranc y Martorell (Barcelona), que transportaba cereal importado de Francia y que llega a la estación internacional por carretera. Dicho tren dejó de operar en 2019 cuando Captrain renunció a su operación.

## La estación
La estación se localiza a 4,1 km de Plasencia del Monte (73 hab.) y a 2,3 km de Esquedas (72 hab.) circulando por la  A-132  y desviándose por la A-1207.
La cabecera del municipio de La Sotonera, Bolea, se encuentra a 8 km de la estación.
La estación originalmente disponía de dos andenes y seis vías, siendo cuatro de ellas de apartado de trenes. La empresa "Harineras Villamayor, S.A." se halla anexa a la estación.
La empresa francesa Dhamma Energy, ha acabado de presentar un proyecto de hidrógeno verde para Plasencia del Monte. La iniciativa pretende poner en marcha los trenes de hidrógeno con la reapertura de la línea entre Pau y Zaragoza como alternativa al uso del diésel.
En terrenos de 100 hectáreas se instalaría una planta de electrólisis para la generación de hidrógeno y también la instalación de módulos fotovoltaicos, que podría contar con una capacidad de 40 MW. El proyecto podría estar operativo en 2023.
En 2022 se modernizó la via entre esta estación y Ayerbe. En dicha modernización la estación pasó a disponer de sólo una vía pasante, estando las vías auxiliares retiradas o desconectadas de la vía principal.